# Elisabeth von Brandenburg (1206–1231)
Elisabeth von Brandenburg (* um 1207; † 1231) war durch die Ehe mit Heinrich Raspe IV. Landgräfin von Thüringen.
Sie war eine Tochter des Markgrafen Albrecht II. von Brandenburg und Mathilde von Groitzsch, Tochter Konrads von Groitzsch. Ihr Urgroßvater war Albrecht der Bär, Stammvater der askanischen Zweige in Brandenburg, Sachsen, Anhalt und Weimar-Orlamünde. Wann Elisabeth mit Heinrich Raspe vermählt wurde, ist unbekannt. Die Ehe wurde zum Mai 1228 erstmals erwähnt, sie blieb kinderlos.

## Belege
1. ↑  Matthias Werner: Heinrich Raspe - Landgraf von Thüringen und römischer König (1227-1247): Fürsten, König und Reich in spätstaufischer Zeit. In: Jenaer Beiträge zur Geschichte. Band 3. Peter Lang, Frankfurt am Main 2003, ISBN 978-3-631-37684-3, S. 129.

| Personendaten    | Personendaten             |
| ---------------- | ------------------------- |
| NAME             | Elisabeth von Brandenburg |
| KURZBESCHREIBUNG | Landgräfin von Thüringen  |
| GEBURTSDATUM     | um 1206                   |
| STERBEDATUM      | 1231                      |